# Fabricio Coloccini
Fabricio Coloccini (địa phương [faˈβɾisjo koloˈtʃini]; ; tiếng Ý: [kolotˈtʃiːni]; sinh ngày 22 tháng 1 năm 1982) là một hậu vệ đang chơi bóng tại San Lorenzo. Anh đã chơi 39 trận cho đội tuyển Argentina.
Anh bắt đầu sự nghiệp tại đội trẻ của Argentinos Juniors nhưng chính thức chơi chuyên nghiệp vào năm 1998 với Boca Juniors. Mùa giải sau đó anh chuyển sang chơi cho AC Milan nhưng hầu hết thời gian chơi tại San Siro là những bản hợp đồng cho mượn trước khi rời Milan. Và sau đó anh chuyển đến chơi cho Deportivo.
Sau khi thành công cùng Deportivo La Coruña anh gia nhập Newcastle United vào năm 2008. Vào năm 2011 anh trở thành đội trưởng của Newcastle United. Vào tháng 4 năm 2012 anh có tên trong đội hình tiêu biểu của PFA. Vào năm 2016, Coloccini trở lại Argentina và gia nhập San Lorenzo.
Coloccini đã có mặt trong đội hình của U-20 Argentina giành chiến thắng tại Cúp vô địch trẻ thế giới năm 2001 và vào năm 2004 giành huy chương vàng tại Thế vận hội Mùa hè 2004 cùng các đồng đội là Carlos Tévez và Javier Mascherano. Tại World Cup 2006 ở Đức, Fabricio đã chơi hai trận cho Argentina, đánh bại Hà Lan và trận thua tại tứ kết trước đội tuyển Đức.

## Thống kê sự nghiệp

### Câu lạc bộ
Tính đến 10 tháng 8 năm 2015
| Câu lạc bộ             | Mùa giải            | Giải đấu            | Giải đấu | Giải đấu | Cúp quốc gia | Cúp quốc gia | Cúp liên đoàn | Cúp liên đoàn | Châu lục | Châu lục | Tổng cộng | Tổng cộng |
| Câu lạc bộ             | Mùa giải            | Division            | Trận     | Bàn      | Trận         | Bàn          | Trận          | Bàn           | Trận     | Bàn      | Trận      | Bàn       |
| ---------------------- | ------------------- | ------------------- | -------- | -------- | ------------ | ------------ | ------------- | ------------- | -------- | -------- | --------- | --------- |
| Boca Juniors           | 1998–99             | Primera División    | 2        | 1        | 0            | 0            | —             | —             | 0        | 0        | 2         | 1         |
| A.C. Milan             | 1999–2000           | Serie A             | 0        | 0        | 0            | 0            | —             | —             | 0        | 0        | 0         | 0         |
| San Lorenzo (mượn)     | 2000–01             | Primera División    | 19       | 3        | 0            | 0            | —             | —             | 0        | 0        | 19        | 3         |
| Alavés (mượn)          | 2001–02             | La Liga             | 33       | 6        | 0            | 0            | —             | —             | —        | —        | 33        | 6         |
| Atlético Madrid (mượn) | 2002–03             | La Liga             | 27       | 0        | 0            | 0            | —             | —             | —        | —        | 27        | 0         |
| Villarreal (mượn)      | 2003–04             | La Liga             | 32       | 1        | 0            | 0            | —             | —             | 11       | 0        | 43        | 1         |
| A.C. Milan             | 2004–05             | Serie A             | 1        | 0        | 3            | 0            | —             | —             | 1        | 0        | 5         | 0         |
| Deportivo La Coruña    | 2004–05             | La Liga             | 15       | 1        | 0            | 0            | —             | —             | 0        | 0        | 15        | 1         |
| Deportivo La Coruña    | 2005–06             | La Liga             | 26       | 0        | 4            | 0            | —             | —             | 0        | 0        | 30        | 0         |
| Deportivo La Coruña    | 2006–07             | La Liga             | 26       | 0        | 2            | 0            | —             | —             | —        | —        | 28        | 0         |
| Deportivo La Coruña    | 2007–08             | La Liga             | 38       | 4        | 0            | 0            | —             | —             | —        | —        | 38        | 4         |
| Deportivo La Coruña    | Tổng cộng           | Tổng cộng           | 105      | 5        | 6            | 0            | —             | —             | 0        | 0        | 111       | 5         |
| Newcastle United       | 2008–09             | Premier League      | 34       | 0        | 2            | 0            | 2             | 0             | —        | —        | 38        | 0         |
| Newcastle United       | 2009–10             | Championship        | 37       | 2        | 3            | 0            | 0             | 0             | —        | —        | 40        | 2         |
| Newcastle United       | 2010–11             | Premier League      | 35       | 2        | 1            | 0            | 1             | 0             | —        | —        | 37        | 2         |
| Newcastle United       | 2011–12             | Premier League      | 35       | 0        | 1            | 0            | 3             | 1             | —        | —        | 39        | 1         |
| Newcastle United       | 2012–13             | Premier League      | 22       | 0        | 0            | 0            | 1             | 0             | 7        | 0        | 30        | 0         |
| Newcastle United       | 2013–14             | Premier League      | 27       | 0        | 0            | 0            | 1             | 0             | —        | —        | 28        | 0         |
| Newcastle United       | 2014–15             | Premier League      | 32       | 1        | 0            | 0            | 4             | 0             | —        | —        | 36        | 1         |
| Newcastle United       | 2015–16             | Premier League      | 8        | 0        | 0            | 0            | 0             | 0             | —        | —        | 8         | 0         |
| Newcastle United       | Tổng cộng           | Tổng cộng           | 223      | 5        | 7            | 0            | 12            | 1             | 7        | 0        | 249       | 6         |
| Tổng cộng sự nghiệp    | Tổng cộng sự nghiệp | Tổng cộng sự nghiệp | 442      | 21       | 16           | 0            | 12            | 1             | 19       | 0        | 489       | 22        |

1. ↑  Ý – Coppa Italia, Tây Ban Nha – Copa del Rey, Anh – FA Cup
2. ↑  Anh – League Cup

### Quốc tế
Tính đến 14 tháng 9 năm 2013.
| Đội tuyển quốc gia | Năm       | Trận | Bàn |
| ------------------ | --------- | ---- | --- |
| Argentina          | 2003      | 3    | 0   |
| Argentina          | 2004      | 8    | 1   |
| Argentina          | 2005      | 11   | 0   |
| Argentina          | 2006      | 4    | 0   |
| Argentina          | 2007      | 0    | 0   |
| Argentina          | 2008      | 6    | 0   |
| Argentina          | 2009      | 1    | 0   |
| Argentina          | 2010      | 1    | 0   |
| Argentina          | 2011      | 0    | 0   |
| Argentina          | 2012      | 1    | 0   |
| Argentina          | 2013      | 3    | 0   |
| Argentina          | 2014      | 1    | 0   |
| Tổng cộng          | Tổng cộng | 39   | 1   |

#### Bàn thắng quốc tế
| # | Ngày               | Địa điểm   | Đối thủ | Bàn thắng | Kết quả | Giải đấu                 |
| - | ------------------ | ---------- | ------- | --------- | ------- | ------------------------ |
| 1 | 4 tháng 9 năm 2004 | Lima, Peru | Perú    | 2–1       | 3–1     | Vòng loại World Cup 2006 |